# 1889 en Grèce
Chronologie de la Grèce
- 1885
- 1886
- 1887
- 1888
- 1889
- 1890
- 1891
- 1892
- 1893

Cette page concerne les évènements survenus en 1889 en Grèce  :

## Évènement
- Mission navale française en Grèce (1884-1890)
- 15-16 avril 1889 : Recensement de la Grèce

## Création
- Chemin de fer Patras-Kyparissia (en)
- Musée archéologique de Syros (en)
- Service géographique militaire hellénique (en)

## Naissance
- Dimitrios Andromedas (en), athlète (course de haies).
- Ilías Destoúnis (el), acteur.
- Chrysóstomos Dimitríou, évêque.
- Eléni Lambíri, compositrice et cheffe d'orchestre.
- Aléxandros Moutzourídis (el), militaire.

## Décès
- Nikólaos Nikolaΐdis (el), soldat, mathématicien et professeur d'université.
- Konstantínos Pállis (el), militaire.